# جاست دانس: ديزني بارتي
جاست دانس: ديزني بارتي (بالإنجليزية: Just Dance: Disney Party)‏ ، هي لعبة فيديو إلكترونية من نوع رقص وموسيقى واحتفال، صدرت في الأسواق شهر أكتوبر سنة 2012م، وهي من نشر شركة يوبي سوفت الفرنسية المرخصة من والت ديزني.

## روابط خارجية
- جاست دانس: ديزني بارتي على موقع IMDb (الإنجليزية)